# Olga Schaub
Olga Schaub (* 8. November 1913; † 1945 in Hamburg) war eine deutsche Schauspielerin.

## Leben
Olga Schaub begann 1935 ihre Filmlaufbahn bereits in jungen Jahren mit einer Rolle in dem Spielfilm Ehestreik unter der Regie von Georg Jacoby mit Trude Marlen, Paul Richter, Erika von Thellmann und Oskar Sima.
Weitere Auftritte hatte sie unter anderem 1935 in Der Klosterjäger von Max Obal mit Friedrich Ulmer, Paul Richter und Josef Eichheim, 1937 Spiel auf der Tenne von Georg Jacoby mit Heli Finkenzeller, Richard Häussler und Joe Stöckel und ebenfalls im Jahr 1937 in Zu neuen Ufern von Detlef Sierck mit Willy Birgel, Viktor Staal und Carola Höhn. 
Die letzte Rolle in einer Filmproduktion nahm Olga Schaub nachweislich in Bal paré von Karl Ritter mit Ilse Werner, Hannes Stelzer, Paul Hartmann und Käthe Haack wahr.
Nach 1940 sind keine weiteren beruflichen Tätigkeiten mehr in den Quellen verzeichnet.

## Filmografie
- 1935: Ehestreik
- 1935: Der Klosterjäger
- 1935: Barcarole
- 1936: Der Kurier des Zaren
- 1937: Gordian, der Tyrann
- 1937: Die Kronzeugin
- 1937: Wiederseh’n macht Freude (Kurzfilm)
- 1937: Das Schweigen im Walde
- 1937: Zu neuen Ufern
- 1937: Spiel auf der Tenne
- 1938: Der Berg ruft
- 1940: Bal paré